# Kevyn Ista
Kevyn Ista (Sambreville, 22 novembre 1984) è un dirigente sportivo ed ex ciclista su strada belga.

## Palmarès

### Strada
- 2004 (Team Storez VC Ath)

Zesbergenprijs-Harelbeke
4ª tappa Tour de la Province de Namur (Dinant > Florennes)
- 2006 (V.C. Roubaix-Lille Métropole)

Giro delle Fiandre Under-23
Grote Prijs Stad Vilvoorde
- 2007 (Pôle Continental Wallon, due vittorie)

Zellik-Galmaarden
2ª tappa Tour de la Province de Namur (Alle > Bièvre)
- 2008 (Agritubel, una vittoria)

Route Adélie de Vitré
- 2009 (Agritubel, una vittoria)

3ª tappa Tour Méditerranéen (Maubec > Istres)

#### Altri successi
- 2007 (Pôle Continental)

Challenge de Hesbaye
Trofee van Haspengouw
Classifica a punti Triptyque Ardennais
- 2008 (Agritubel)

Classifica giovani Tour du Poitou-Charentes
- 2009 (Agritubel)

Classifica a punti Tre Giorni delle Fiandre Occidentali
Classifica giovani Tre Giorni delle Fiandre Occidentali
Classifica sprint Tre Giorni delle Fiandre Occidentali

## Piazzamenti

### Classiche monumento
- Milano-Sanremo

2011: 136º
- Giro delle Fiandre

2011: 71º
2014: ritirato
- Parigi-Roubaix

2008: ritirato
2009: fuori tempo massimo
2010: ritirato
2011: 29º
- Liegi-Bastogne-Liegi

2008: ritirato
2012: 85º
2019: ritirato